# Effet miroir (album)
Pour les articles homonymes, voir Effet miroir.
Albums de Zaz
Sur la route
(2015) Isa
(2021)
Effet miroir est le quatrième album studio de Zaz sorti le 16 novembre 2018. Un extrait, Qué vendrá, a été dévoilé en septembre 2018,,,.

## Liste des titres
| 1.    | Demain c'est toi         | 2:38 |
| 2.    | Qué vendrá               | 2:57 |
| 3.    | On s'en remet jamais     | 3:19 |
| 4.    | J'aime j'aime            | 3:26 |
| 5.    | Mes souvenirs de toi     | 3:29 |
| 6.    | Toute ma vie             | 2:25 |
| 7.    | Je parle                 | 3:30 |
| 8.    | Résigne-moi              | 5:17 |
| 9.    | Ma valse                 | 3:35 |
| 10.   | Si c'était à refaire     | 3:55 |
| 11.   | Pourquoi tu joues faux ? | 2:27 |
| 12.   | Plume                    | 3:54 |
| 13.   | Nos vies                 | 3:39 |
| 14.   | Saint-Valentin           | 3:17 |
| 15.   | Laponie                  | 4:57 |
| 53:45 |                          |      |

## Classements
| Classement (2018)             | Meilleure position |
| ----------------------------- | ------------------ |
| Allemagne (GfK Entertainment) | 3                  |
| Autriche (Ö3 Austria Top 40)  | 18                 |
| Belgique (Ultratop Wallonie)  | 9                  |
| Belgique (Ultratop Flandres)  | 16                 |
| Canada (Music Canada)         | 19                 |
| Espagne (PROMUSICAE)          | 25                 |
| France (SNEP)                 | 5                  |
| Grèce (IFPI Greece)           | 48                 |
| Hongrie (Mahasz)              | 23                 |
| Pays-Bas (Dutch Top 40)       | 63                 |
| Pologne (ZPAV)                | 25                 |
| République tchèque (IFPI)     | 5                  |
| Slovaquie (IFPI)              | 17                 |
| Suisse (Schweizer Hitparade)  | 5                  |

## Certifications
| Pays ou région | Certifications | Ventes/unités certifiées |
| -------------- | -------------- | ------------------------ |
| France         | Platine        | 160 000                  |